# Eberhard Weichold
Eberhard Weichold est un officier de marine allemand, né le 23 août 1891 à Dresde (Royaume de Saxe) et mort le 19 décembre 1960 à Brême (Allemagne). Il a été commandant de U-Boot pendant la Première Guerre mondiale et Konteradmiral pendant la Seconde.

## Carrière

### Première Guerre mondiale
Il rejoint la marine impériale en tant que Seekadett le 1er avril 1911, complétant sa formation de base sur le croiseur protégé SMS Hertha, avant de rejoindre l'Académie navale de Mürwik. Il est promu Fähnrich zur See le 15 avril 1912 et opère sur le cuirassé SMS Lothringen. Il y reste jusqu'au début de la Première Guerre mondiale, date à laquelle il est promu Leutnant zur See le 3 août 1914.
Souhaitant rejoindre les forces sous-marines, Weichold suit une formation à l'école des sous-marins du 1er décembre 1915 au 6 mai 1916. Il sert ensuite comme officier de quart sur les UB-11, U-4, UC-20 et UB-50. En tant qu’Oberleutnant zur See (promu le 26 avril 1917), il reçoit le commandement de l'UC-22 le 21 juillet 1918 (ou le 17 mai 1918 selon une autre source). Il coula le voilier italien Girolamo Ciolino (58 tonneaux) le 9 août, le vapeur français SS Polynesien (6 373 tonneaux) le 10 août, et le transport de troupes français Pampa (4 471 tonneaux) le 27 août 1918.

### Entre-deux-guerres
Après la guerre, Weichold rejoint la Reichsmarine et y travaille comme assistant du commandement des essais de mines. Il sert du 1er juin 1920 au 9 octobre 1921 en tant que commandant du torpilleur T 141, puis du T 139, avant d'être transféré en tant que troisième officier amiral au commandement des forces navales de la mer Baltique. En tant que Kapitänleutnant (depuis le 1er février 1921), il commande les archives navales du 1er janvier 1922 au 14 mars 1923, puis commande le torpilleur G 8 à la 1. Torpedobootshalbflottille à Świnoujście.
Du 1er octobre 1923 au 11 septembre 1925, il est muté dans la I. Torpedobootsflottille, également basée à Świnoujście, où il travaille comme lieutenant de pavillon et commandant du torpilleur S 18. Les deux années suivantes, Weichold est officier de compagnie dans la division des navires de la mer Baltique et où il passa trois mois sur le cuirassé Schleswig-Holstein en tant que second navigateur. Il obtient ensuite son diplôme du Führergehilfenausbildung, puis du 6 octobre 1927 au 23 mars 1929, travaille en collaboration avec les hauts-gradés de la marine, avant d'être transféré avec sa promotion au grade de Korvettenkapitän en tant que navigateur du cuirassé SMS Schlesien le 1er juillet 1929. Du 3 octobre 1930 au 14 septembre 1931, il occupa alors le même poste sur le cuirassé Schleswig-Holstein et passa cette période jusqu'au 27 avril 1934 en tant que professeur militaire à l'Académie navale. Il fut nommé chef de l'institution le 28 avril et Kapitän zur See le 1er octobre 1936. En 1937, il fut nommé chef de la 1. Zerstörer-Division. Après sa dissolution, Weichold il sert à compter du 27 octobre 1938 en tant qu'Admiralstabsoffizier du commandement de la flotte, poste qu'il occupera jusqu'au début de la Seconde Guerre mondiale.

### Seconde Guerre mondiale
Weichold opère le 2 novembre 1939 au sein du haut commandement de la Wehrmacht, où il occupe le poste de chef d'état-major. Il est alors, le 28 juin 1940, chef de l'état-major interarmées allemand à l'amirauté de la marine royale italienne et, peu après, le 1er juillet 1940, il est promu Konteradmiral. Weichold occupe du 16 août 1941 au 4 mars 1943 le poste d'amiral allemand auprès de l'amirauté de la marine royale italienne et fut également, à compter du 22 novembre 1941, commandant du commandement naval allemand à Rome, en Italie. À ce titre, il était entre-autres responsable de l'approvisionnement de l'Afrikakorps par voie maritime.
En raison d’un désaccord sur plusieurs points de la bataille de la Méditerranée avec son ami le Großadmiral Karl Dönitz, il est relevé de ses fonctions et transféré dans l'Oberkommando der Marine, où il sert comme représentant spécial de la guerre navale (Seekriegsleitung (en)). Son dernier emploi fut  du 1er avril 1944 au 8 mai 1945 en tant que chef d'état-major de la marine au sein du Oberkommando der Marine.
Avec la reddition allemande le 8 mai 1945, Weichold est interné dans un camp de prisonniers de guerre. Il est libéré en 1947.